# Турдиев, Дильшод Шермахаммадович
Дильшод Шермахаммадович Турдиев (узб. Dilshod Shermahammadovich Turdiev; род. 19 октября 1991 года, Фергана, Ферганская область, Узбекистан) — узбекский борец греко-римского стиля, член сборной Узбекистана. Дважды призёр Чемпионатов Азии, призёр Азиатских игр, участник XXXI Летних Олимпийских игр.

## Карьера
В 2002 году начал тренироваться в спортивном обществе «Динамо» под руководством Кахрамона Ибрагимова. В 2008 году стал чемпионом Азии среди кадетов, а в 2011 — серебряным призёром чемпионата Азии среди юниоров.
С 2010 по 2014 год учился в Узбекском институте физической культуры (ныне Узбекский государственный университет физической культуры и спорта).
В 2012 году на континентальном отборочном турнире пытался получить лицензию на XXX Летние Олимпийские игры в Тайюань (Китай) в весовой категории до 66 кг, но проиграл в квалификации.
В 2014 году на Чемпионате Азии по борьбе в Астане (Казахстан) в 1/8 финала в весовой категории до 71 кг одержал победу над японцем Цутому Фуджимура, но в следующем раунде проиграл казаху Кайрату Туголбаеву. В этом же году на Чемпионате мира по борьбе в Ташкенте в первом раунде одержал победу со счётом 6:0 над борцом из Латвии Кристапс Калнакарклис, но в следующем раунде проиграл армянину Варшам Боранян со счётом 10:2. На Летних Азиатских играх в Инчхон (Республика Корея) в весовой категории до 71 кг в финале со счётом 9:0 проиграл корейскому борцу Чон Джихён, завоевав серебряную медаль турнира. По итогам 2014 года в рейтинге борцов по версии организации Объединенный мир борьбы занял девятое место.
В 2015 году на Чемпионате Азии по борьбе в Доха (Катар) в весовой категории до 75 кг завоевал бронзовую медаль, проиграв в полуфинале олимпийскому чемпиону борцу из Кореи Хён У Киму.
В 2016 году на континентальном отборочном турнире в Астане (Казахстан) на Летние Олимпийские игры в весовой категории до 75 кг в финале снова проиграл корейскому борцу Хён У Киму, но завоевал лицензию на Олимпийские игры в Рио-де-Жанейро (Бразилия). На Чемпионате Азии по борьбе в Бангкоке (Таиланд) в весовой категории до 75 кг в финале проиграл призёру чемпионата мира борцу из Казахстана Досжану Картикову. На Летних Олимпийских играх во втором раунде встретился с борцом из Сербии Виктор Немеш, но в упорной борьбе по решению судей уступил.
В 2017 году на Чемпионате Азии по борьбе в Нью-Дели (Индия) в весовой категории до 75 кг занял лишь восьмое место. В 2018 году завершил спортивную карьеру.